# ドナルドの災難〜仕事篇
『ドナルドの災難～仕事篇』（ドナルドのさいなん～しごとへん）または『ドナルドの仕事中事故』（ドナルドのしごとちゅうじこ、原題：How to Have an Accident at Work）は、ウォルト・ディズニー・プロダクション（現：ウォルト・ディズニー・カンパニー）が制作したアニメーション短編映画である。ドナルドダック・シリーズの第126作である。

## あらすじ
前回も登場したJ・J・フェイトは、今回もドナルドを例題とし、仕事内で起きる事故を紹介する。

## スタッフ
- 製作：ウォルト・ディズニー
- 監督：チャールズ・A・ニコルズ
- 脚本：ジャック・キニー、ビル・バーグ
- 音楽：オリバー・ウォレス
- 原画：フレッド・コピエッツ

## キャスト
| キャラクター   | 原語版               | 旧吹き替え版 | 新吹き替え版 |
| -------------- | -------------------- | ------------ | ------------ |
| ドナルドダック | クラレンス・ナッシュ | 関時男       | 山寺宏一     |
| デイジーダック | ジューン・フォーレイ | 後藤真寿美   | 土井美加     |
| J.J.フェイト   | ビル・トンプソン     | ?            | ?            |

## 概要
- 今作においてドナルドは妻子を持つ父として登場する。